# ریکیا کویاما
ریکیا کویاما (انگلیسی: Rikiya Koyama; ۱۸ دسامبر ۱۹۶۳ – ) بازیگر، صداپیشه، و بازیگر تلویزیون اهل ژاپن بود. وی از سال ۱۹۸۷ میلادی تاکنون مشغول فعالیت بوده‌است.
از فیلم‌ها یا برنامه‌های تلویزیونی که وی در آن نقش داشته‌است می‌توان به کاراگاه کانن: آفتابگردانهای جهنم اشاره کرد.